# Villásreggeli (Így jártam anyátokkal)
A Villásreggeli az Így jártam anyátokkal című televízió-sorozat második évadának harmadik epizódja. Eredetileg 2006. október 2-án vetítették, míg Magyarországon 2008. november 5-én.
Ebben az epizódban Tedet meglátogatják a szülei, akikről csak most tudja meg, hogy elváltak. Ted anyja érdekesen reagál Robinra, miközben Marshall és Lily egymás agyát húzzák.

## Cselekmény
Az epizódot három különféle nézőpontból mesélik el, ugyanis három különböző vita alakul ki, aminek az lesz a vége, hogy egy pincér összetör egy rakás tányért, ahogy elesik.

### A Marshall és Lily rész
Ted meghívja magához a szüleit, Alfredot és Virginiát, évfordulójuk alkalmából. Jövőbeli Ted már ekkor elmondja, hogy a szüleinek megvan az a kellemetlen tulajdonsága, hogy nem szeretnek beszélni kínos témákról. A szülők meghívják Lilyt és Marshallt is vacsorázni és villásreggelizni, noha ők éppen nincsenek együtt. Lily először nem mer elmenni, mert fél, hogy kínos lesz a találkozás Marshall-lal, de amikor látja, hogy szemlátomást nincsenek érzései iránta, meggondolja magát. Elmegy, direkt olyan ruhában, amiben kipakolja a melleit, csak azért, hogy lázba hozza őt. Másnap a villásreggelinél Marshall visszavág, ahol kivillantja a bokáját, amit Lily nagyon szexinek talál. Végül szeretkeznek a vécében, de aztán nem jönnek össze, hanem egymást vádolják, hogy ki csábított el kit.

### A Barney rész
Barney meg van lepve, amiért Ted sosem mesélt róla a szüleinek, ezért bedobja magát. Olyan jó benyomást kelt magáról, hogy érdekesebb személyiségnek találják, mint Robint. Barney elintézi, hogy a vacsorát egy fantasztikus étteremben tartsák meg, ami után a bárban kötnek ki. Nagy meglepetésre Alfred lesz Barney szárnysegédje, és még meglepőbb módon összeakaszkodik Wendyvel, a pincérnővel. Ted teljesen ledöbben, hogy az apja megcsalja az anyját, mégsem képes vele erről beszélni, hanem a baseballról zagyvál.

### A Ted és Robin rész
Robin ideges, hogy mit fognak róla gondolni Ted szülei. Ted felkészíti, hogy az anyja, Virginia általában győzködni szokta a barátnőit, hogy állapodjanak meg és szüljenek gyereket, akárcsak az unokatestvére, Stacy. Váratlan fordulatként a vacsora során előbb elmondja, hogy Stacy terhes, aztán azt tanácsolja Robinnak, hogy élvezze ki az életet, éljen a karrierjének, a gyerek ráér később is. Robint ez rosszul érinti, mert úgy véli, ő az egyetlen barátnője Tednek, akinek ezt mondta, így azt a következtetést vonja le, hogy nem kedveli őt. Villásreggelinél aztán el is mondja Virginiának, hogy bár ő nem szeretne gyerekeket, de szeretné, ha Virginia akarna – a nő ekkor tisztázza, hogy nem Robinnal van baja, egyszerűen csak úgy látja, hogy nem szabad senkinek elkövetnie azt a hibát, hogy túl korán megy férjhez.
A három vita innentől egyesül, és a pincér ekkor ejti le a tányérokat is. Ted bedühödik, és szembesíti az anyját azzal, hogy mit csinált az előző este Alfred. Meglepő módon az anyját ez egyáltalán nem izgatja – mégpedig azért nem, mert mint Robin unszolására bevallja Tednek, már hónapokkal ezelőtt elváltak. Csak erről éppen elfelejtettek szólni Tednek. Barney is előadja a saját verzióját az előző estéről, míg Marshall és Lily megbeszélik, hogy jó viszonyban maradnak.
Alfred elmondja a fiának, hogy azért váltak el, mert rájöttek, mennyire különböznek egymástól. Megígéri Tednek, hogy ezentúl mindent elmondanak neki – ekkor derül ki, hogy a nagyanyja is meghalt.

## Kontinuitás
- Marshall és Lily először jönnek össze a szakításuk óta.
- Ted szülei most találkoznak először Barneyval és Robinnal. Marshallt és Lilyt már korábbról ismerik, hiszen a fiukkal együtt jártak egyetemre.
- Barney határozottan kijelenti, hogy ő Ted legjobb barátja.
- Barney azt állítja, hogy hajléktalanokon szokott segíteni. "A pulykával tömött pocak" című részből derült ki, hogy ez igaz.
- Barney pacsit kér (és nem kap), amikor Robinnál az influenzához hasonlítja a barátnőket.
- Ted rámutat, hogy Barney minden statisztikájában felhasználja a 83-as számot. Ez többször is előkerül a sorozat során.
- Ted és Robin kapcsolata hasonló, mint Ted szüleié: mindketten teljesen mást keresnek egy partnerben, és ennek ellenére jönnek össze, méghozzá pontosan ugyanúgy, hiszen Robin is hónapokig kérette magát.
- Amikor Ted megjegyzi, hogy nem tudja, hogy találkoztak a szülei, az apja azt mondja, nem emlékszik rá, csak azt tudja, hogy egy bárban találkoznak. Ted ekkor fogadja meg, hogy ha egyszer gyerekei lesznek, elmeséli nekik "az egész hülye sztorit".

## Jövőbeli visszautalások
- A "Swarley" című részben felemlegeti Marshall és Lily, hogy szexeltek a vécében.
- A "Szingliszellem" című részben kerül részletesebben kifejtésre az az elmélet, miszerint a párok könnyen kiszúrhatóak egy bárban, mert ők hamar elfáradnak és hazamennek, míg az egyedülállók sokáig ottmaradnak. Ted, Robin és Virginia is túl fáradtak, hogy lenn maradjanak a bárban, Alfred viszont Barneyval együtt marad.
- Ted unokatestvére, Stacy és családja a "Hogyan lopta el Lily a karácsonyt" című részben szerepelnek.
- Barney a "Platinaszabály" című részben felfedi, hogy Wendyt, a pincérnőt már 2005-ben elcsábította.
- A "Bocs, tesó", a "Visszatérés", és a "Szünet ki" című részekből is kiderül, hogy Lilyt vonzza Marshall bokája.
- Barney olyan fejet vág a fényképen, mint a "Mosolyt!" című epizódban, ahol kiderül, hogy minden fényképen fantasztikusan néz ki.
- "A házbontás" című részben történik először utalás, hogy az epizód eseményeit követően Barney rámozdult Ted anyjára. Hogy ez tényleg megtörtént-e, az szintén visszatérő geg a sorozat során (hiszen a Tesókódexbe ütközik, amit Barney mindig betart)
- Az epizód eseményei előrevetítik Ted és Robin szakítását.
- Ted és Robin pontosan olyan színű ruhát viselnek a vacsora során, mint Ted szülei, csak sötétebb árnyalatban.

## Érdekességek
- Amikor Ted és az apja a baseballról beszélgetnek, szóba kerül Cerrano, aki egy kitalált karakter, ugyanis "A nagy csapat" című, ugyancsak a baseballról szóló filmben szerepelt.
- Ted szülei, valamint Ted és Robin hasonló köröket írtak le a kapcsolatukban. Mindkét pár egy ír bárban találkozott először, mindkét pár férfitagja javíthatatlanul romantikus volt és nagy családról álmodott, miközben a nők a karriert és a függetlenséget hajszolták. Sem Ted, sem az apja nem adták fel azután, hogy elsőre kikosarazták őket, és végül (bár ez ebből az epizódból még nem derül ki) a különböző életfelfogásuk miatt szakítottak.

## Vendégszereplők
- Michael Gross – Alfred Mosby
- Cristine Rose – Virginia Mosby
- Charlene Amoia – Wendy, a pincérnő
- Noel True – pincérnő